# Freya justina
Freya justina là một loài nhện trong họ Salticidae.
Loài này thuộc chi Freya. Freya justina được Richard C. Banks miêu tả năm 1929.